# Tres representacions
La teoria de les tres representacions o també coneguda com a teoria de la triple representativitat (en xinès simplificat: 三个代表 i en pinyin "sang ge dai biao") formaria part del que s'ha denominat "Pensament de Jiang Zemin", llavors Secretari General del partit i president- cap d'estat; teoria que s'ha incorporat a la Constitució de la Xina i que s'ha considerat una superació de l'estret marc de la dictadura del proletariat, ja que és un intent d'incorporar vers el socialisme nous sectors emergents, és a dir empresaris privats, capitalistes i la classe mitjana. El PCX ha de representar totes les forces productives avançades, la cultura més avançada i la part més gran de la població. Les lleis del país s'hauran d'inspirar en el marxisme-leninisme, el pensament Mao Zedong i Deng Xiaoping i la Teoria de les Tres Representacions.